# باترمیلک

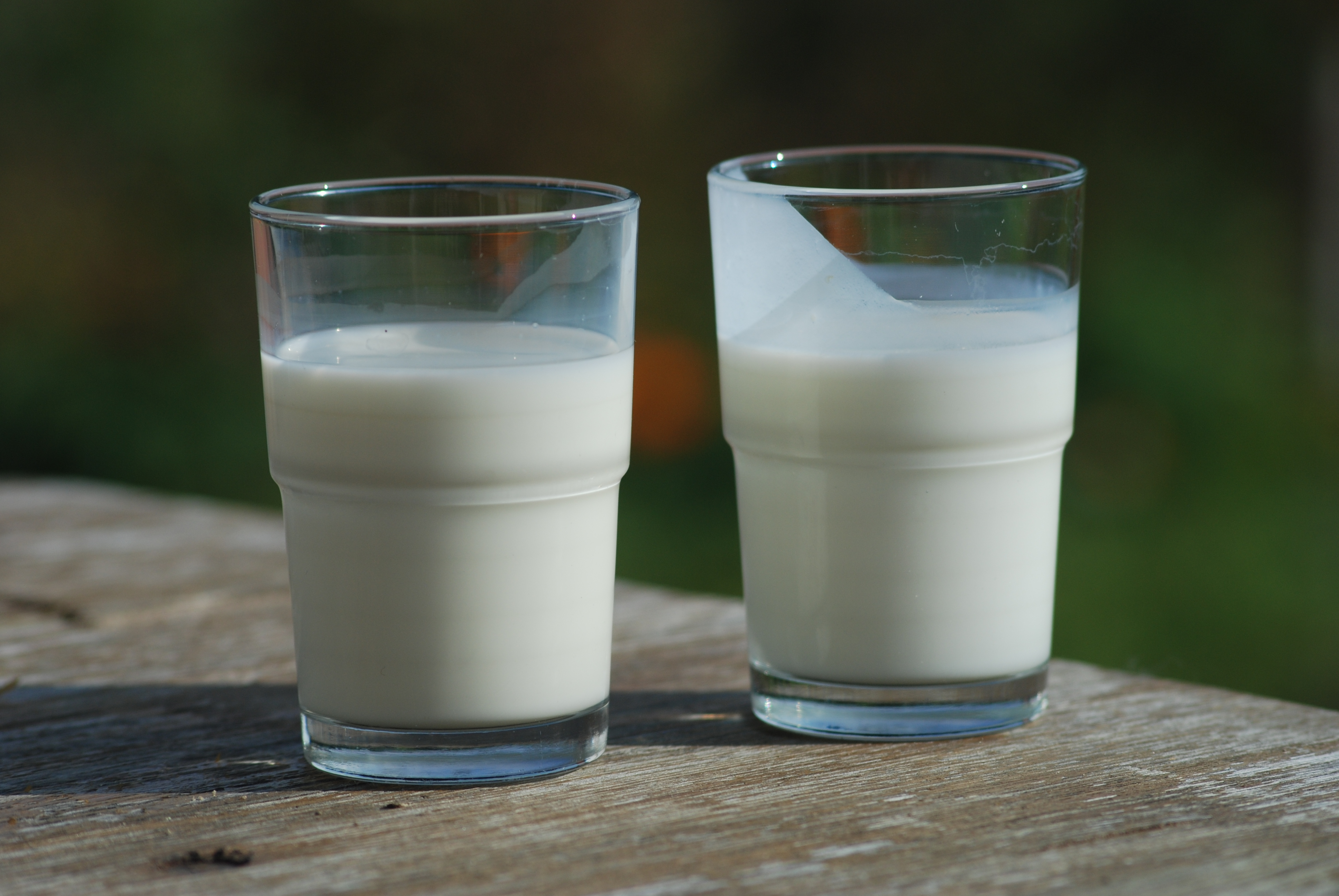
باترمیلک در سمت راست، شیر در سمت چپ.

باترمیلک یا پس‌آب کره گونه‌ای نوشیدنی است که پس از گرفتن کره از شیر یا خامه به‌دست می‌آید.
باترمیلک همچنین به نوعی نوشیدنی تهیه شده از شیر تخمیر شده گفته می‌شود که معمولاً در مناطق گرمسیری (چون خاورمیانه، پاکستان، هند، یا جنوب آمریکا) که در آن‌جا شیر تازه خیلی زود ترش می‌شود، تهیه می‌کنند. باترمیلک حتی در مناطق سردسیری چون اسکاندیناوی و هلند نیز نوشیدنی محبوبی است.
آب دوغ همچنین به یک فراورده لبنی تخمیر شده از شیر گاو گفته می‌شود که در اثر افزودن باکتری‌هایی مانند لاکتوباسیلوس به شیر و تولید اسید لاکتیک، شیر ترش شده باشد.

## فرآوری
باترمیلک فراوردهٔ شیری تخمیری بسیار قدیمی است که نوع سنتی آن در واقع فراوردهٔ جانبی فرایند تولید کره می‌باشد، امروزه اغلب همانند روش تولید ماست‌های نوشیدنی تولید می‌شود.
نوع سنتی باترمیلک به دلیل محتوای بالای یون‌های کلسیم و لیپیدهای فسفرینه اغلب دارای طعم بد و نامطلوب اکسیداتیوی است و بدین جهت امروزه باترمیلک را با افزودن باکتری‌های لاکتیکی به شیر و هم زدن و نگهداری در دمای حدود ۲۵ و سپس خنک کردن تهیه می‌کنند.